# Liste der Monuments historiques in Falaise
Die Liste der Monuments historiques in Falaise führt die Monuments historiques in der französischen Stadt Falaise auf.

## Liste der Bauwerke
| Bezeichnung                            | Beschreibung | Standort | Kennzeichnung | Schutzstatus           | Datum          | Bild |
| -------------------------------------- | ------------ | --- | ------------- | ---------------------- | -------------- | ---- |
| Auberge de la Romaine                  |              | 20, 24 place de la Reine-Mathilde (Lage) | PA00111308    | Inscrit                | 1946           |      |
| Burg Falaise                           |              | (Lage) | PA00111309    | Classé                 | 1840           |      |
| Château de la Fresnaye                 |              | 48 Rue Clemenceau (Lage) | PA00111310    | Inscrit Classé         | 1945 1958      |      |
| Kirche Notre-Dame de Guibray           |              | Place de la Reine-Mathilde (Lage) | PA00111311    | Classé                 | 1961           |      |
| Kirche Saint-Gervais-Saint-Protais     |              | (Lage) | PA00111312    | Classé                 | 1862           |      |
| Kirche Saint-Laurent                   |              | Chemin de Vaston (Lage) | PA00111313    | Inscrit                | 1927           |      |
| Trinitätskirche                        |              | Place Guillaume-le-Conquérant (Lage) | PA00111314    | Classé                 | 1889           |      |
| Wappenstein der Herberge Saint-Georges |              | 12 route de Trun (Lage) | PA00111316    | Inscrit                | 1946           |      |
| Befestigungen                          |              | Rue Porte-du-Château Rue Blâcher Rue Amiral-Courbet Rue Georges-Clemenceau Rue Victor-Hugo Rue du Sergent-Goubin Rue Gambetta Rue Frédéric-Gaberon Rue des Cordeliers Rue du Camp-Ferme Place Guillaume-le-Conquérant (Lage) | PA00111315    | Inscrit Classé Inscrit | 1927 1930 1951 |      |
| Hôtel Les Rives                        |              | 54 rue Aristide-Briand (Lage) | PA00111318    | Inscrit                | 1967           |      |
| Hôtel Saint-Léonard                    |              | 12 rue Victor-Hugo (Lage) | PA00111319    | Inscrit Classé         | 1968 1974      |      |
| Hôtel-Dieu                             |              | Rue Amiral Cournet (Lage) | PA00111317    | Inscrit                | 1927           |      |
| Haus                                   |              | 24 Rue du Camp-Ferme (Lage) | PA00111320    | Inscrit                | 1973           |      |
| Hôtel de Combray                       |              | 17 Rue Gambetta (Lage) | PA00111321    | Inscrit                | 1973           |      |
| Kaufmannsunterkünfte                   |              | 2, 4 Route de Trun (Lage) | PA00111322    | Inscrit                | 1975           |      |
| Lycée Louis-Liard                      |              | 13 Rue Saint-Jean (Lage) | PA14000091    | Inscrit                | 2010           |      |
| Haus                                   |              | 6 Route de Trun (Lage) | PA00111325    | Inscrit                | 1975           |      |
| Maison Chapot                          |              | 41 Rue Saint-Gervais [zerstört] | PA00111323    | Inscrit                | 1927           |      |
| Fachwerkhause                          |              | 74 Rue de la Trinité [zerstört] | PA00111324    | Classé                 | 1930           |      |
| Manoir du Mesnil-Besnard               |              | D 157 (Lage) | PA00111326    | Inscrit                | 1987           |      |
| Markthalle                             |              | 22bis Rue de l’Amiral-Courbet 11 place Belle-Croix (Lage) | PA14000092    | Inscrit                | 2010           |      |
| Justizpalast                           |              | Rue Gambetta [zerstört] (Lage) | PA00111327    | Inscrit                | 1927           |      |
| Place Guillaume-le-Conquérant          |              | Place Guillaume-le-Conquérant (Lage) | PA00111328    | Classé                 | 1935           |      |
| Statue Wilhelm der Eroberer            |              | Place Guillaume-le-Conquérant (Lage) | PA14000067    | Inscrit Classé         | 2006 2024      |      |

## Liste der Objekte
| Bezeichnung                                                                                             | Beschreibung | Standort                                                        | Kennzeichnung | Schutzstatus | Datum                                                  | Bild |
| --- | --- | --------------------------------------------------------------- | ------------- | ------------ | ------------------------------------------------------ | ---- |
| Amiral Ruyter et ses officiers                                                                          | Gemälde auf Leinwand mit vergoldetem Holzrahmen, Künstler: Willem Eversdyck, aus dem späten 17. Jahrhundert. Das Bild zeigt den Admiral Michiel de Ruyter mit seinen Offizieren nach der Zeichnung des Friedensvertrages nach dem Zweiten Seekrieg zwischen England und den Vereinigten Niederlanden.      | Place de Guillaume le Conquerant, in der Mairie (Lage)          | PM14001131    | Classé       | 1996                                                   |      |
| Orgue de tribune (Emporenorgel)                                                                         | 1746 wurde die Emporenorgel eingebaut | Place de la Reine Mathilde, Kirche Notre Dame de Guibray (Lage) | PM14001312    | Classé       | 1955 (Register: PM14000325) 1970 (Korpus: PM 14000326) |      |
| Skulpturengruppe                                                                                        | Die Skulpturengruppe Mariä Himmelfahrt entstand im 18. Jahrhundert aus weißem Marmor | Place de la Reine Mathilde, Kirche Notre Dame de Guibray (Lage) | PM14000323    | Classé       | 1907                                                   |      |
| Altar                                                                                                   | Die Alterfront zeigt die biblische Szene eines Lammopfers. Rechts und links Mann und Frau, die Gott anbeten. Das Halbrelief entstand 1771 durch den Bildhauer François Camille Duru. | Place de la Reine Mathilde, Kirche Notre Dame de Guibray (Lage) | PM14000324    | Classé       | 1925                                                   |      |
| Gemälde Christus und die Samariterin am Jakobsbrunnen                                                   | Das Gemälde von Etienne Villequin entstand nach einem Stich von Etienne Baudet im 18. Jahrhundert | Place de la Reine Mathilde, Kirche Notre Dame de Guibray (Lage) | PM14000327    | Classé       | 1975                                                   |      |
| Gemälde Die Jungfrau Maria als Beschützer der Ursulinnen                                                | Das Gemälde (Öl auf Leinwand) aus dem 17. Jahrhundert erinnert an das frühere Ursulinnenkloster in Falaise. | Place de la Reine Mathilde, Kirche Notre Dame de Guibray (Lage) | PM14000328    | Classé       | 1975                                                   |      |
| Antependium                                                                                             | Das bestickte Leinen zeigt ein Lamm mit umgebender Ornamentik. Vermutlich Anfang des 18. Jahrhunderts entstanden. | Place de la Reine Mathilde, Kirche Notre Dame de Guibray (Lage) | PM14000329    | Classé       | 1975                                                   |      |
| Gemälde „Bekehrung des Paulus“                                                                          | Kopie des Gemäldes von Peter Paul Rubens (Öl auf Leinwand) aus dem 18. Jahrhundert (Original 1945 verbrannt) | Place de la Reine Mathilde, Kirche Notre Dame de Guibray (Lage) | PM14001638    | Classé       | 1976                                                   |      |
| Kanzel                                                                                                  | Aus Eichenholz im 17. Jahrhundert gefertigte Kanzel mit Resonanzdecke | Place de la Reine Mathilde, Kirche Notre Dame de Guibray (Lage) | PM14001636    | Classé       | 1976                                                   |      |
| Gemälde „Christus am Kreuz“                                                                             | Das im 17. Jahrhundert geschaffene Gemälde (Öl auf Leinwand) zeigt den gekreuzigten Christus der über die Schulter in den Himmel blickt. | Place de la Reine Mathilde, Kirche Notre Dame de Guibray (Lage) | PM14001637    | Classé       | 1976                                                   |      |
| Statue „Jungfrau und Kind“                                                                              | Die im 17. Jahrhundert in Kalkstein gefertigte Jungfrau mit Krone trägt das Jesukind auf dem linken Arm. Arme und Hände sind aus Gips. | Place de la Reine Mathilde, Kirche Notre Dame de Guibray (Lage) | PM1401640     | Classé       | 1976                                                   |      |
| Statue „Jungfrau und Kind“                                                                              | Die Holzskulptur im ausgehenden 16. Jahrhundert zeigt die Jungfrau unter einem Schleier mit dem liegenden Jesukind auf dem linken Arm. | Place de la Reine Mathilde, Kirche Notre Dame de Guibray (Lage) | PM1401639     | Classé       | 1976                                                   |      |
| Gemälde „Die Heiligen Drei Könige beten das Jesuskind an“                                               | Gemäldekopie aus dem 18. Jahrhundert vom Original von Peter Paul Rubens. | Place de la Reine Mathilde, Kirche Notre Dame de Guibray (Lage) | PM1401761     | Classé       | 1976                                                   |      |
| Türflügel                                                                                               | Das geschnitzte Westtor wurde im 15. Jahrhundert gebaut. | 10 Rue de Brebisson, Kirche Saint-Gervais (Lage)                | PM14000332    | Classé       | 1992 (1862)                                            |      |
| Gemälde „Die Hirten beten die Engel an“                                                                 | Die Kopie des Gemäldes (Öl auf Leinwand) von Peter Paul Rubens entstand vor 1650 und hang ursprünglich in der Prämonstratenserabtei Saint-Jean | 10 Rue de Brebisson, Kirche Saint-Gervais (Lage)                | PM14000333    | Classé       | 1908                                                   |      |
| Holztafel „Die heilige Katharina von Siena und der Heilige Dominikus bekommen den Rosenkranz geschenkt“ | Die Tafel (Gemälde Öl auf Holz) von Peter Paul Rubens entstand vor 1650 und hang ursprünglich in der Prämonstratenserabtei Saint-Jean | 10 Rue de Brebisson, Kirche Saint-Gervais (Lage)                | PM14000333    | Classé       | 1908                                                   |      |
| Buntglasfenster                                                                                         | Die Buntglasfenster aus dem 16. Jahrhundert waren bei einem Bombenangriff 1944 vollständig zerstört worden. | 10 Rue de Brebisson, Kirche Saint-Gervais (Lage)                | PM14000330    | Classé       | 1862                                                   |      |
| Chorgestühl                                                                                             | Das Chorgestühl wurde 1944 beim Brand des Chors vollständig zerstört. | 10 Rue de Brebisson, Kirche Saint-Gervais (Lage)                | PM14000331    | Classé       | 1862                                                   |      |
| Flachrelief                                                                                             | Das Flachrelief im Tabernakel zeigt die Dreifaltigkeit. Das Relief wurde im 15. Jahrhundert, vermutlich in England, gefertigt. | Place Guillaume le Conquerant, Kirche Saint-Trinité (Lage)      | PM14000337    | Classé       | 1912                                                   |      |
| Fünf Gemälde: Jesus, Thomas, Johannes der Evangelist, Matthäus und Simon                                | Die Gemälde (18. Jahrhundert) sind mit Öl auf Eichenbrettern aufgetragen. 2010 bis 2011 erfolgte eine Restaurierung. | Place Guillaume le Conquerant, Kirche Saint-Trinité (Lage)      | PM14003264    | Classé       | 2008                                                   |      |
| Lesepult                                                                                                | Auf einem gestalteten Steinsockel befindet sich ein kannelierter Zylinder, der mit seitlichen Eichenlaubgirlanden verziert ist. Darauf befindet sich eine Vase mit Flechtwerk und Löwenköpfen. Auf der Vase steht ein Adler. Ein Metallpult befindet sich auf der Rückseite.                               | Place Guillaume le Conquerant, Kirche Saint-Trinité (Lage)      | PM14003153    | Classé       | 1993                                                   |      |
| Gemälde „Der heilige Norbert von Xanten zertritt den Ketzer Tanchelm“                                   | Das im 18. Jahrhundert entstandene Gemälde (Öl auf Leinwand) ist in einen jüngeren Holzrahmen gefasst. | Place Guillaume le Conquerant, Kirche Saint-Trinité (Lage)      | PM14003454    | Classé       | 2016                                                   |      |
| Monstranz mit Lunula                                                                                    | Aus einer Kupferlegierung wurde durch den Goldschmied Maurice Poussielgue-Rusand Ende des 19. Jahrhunderts diese Monstranz mit vierlappigen Sockel und darauf vier sitzenden Figuren gefertigt. Der Knoten trägt das Lamm Gottes. Weitere Voluten verzieren das Objekt. das Kreuz ist als Lilie gestaltet. | Place Guillaume le Conquerant, Kirche Saint-Trinité (Lage)      | PM14003491    | Classé       | 2017                                                   |      |
| Rednerpult                                                                                              | Das im 18. Jahrhundert geschmiedete Rednerpult wurde vermutlich gestohlen. | Place Guillaume le Conquerant, Kirche Saint-Trinité (Lage)      | PM14000335    | Classé       | 1908                                                   |      |
| Buntglasfenster                                                                                         | Die Buntglasfenster aus dem 16. Jahrhundert wurden bei einem Bombenangriff 1944 vollständig zerstört. | Place Guillaume le Conquerant, Kirche Saint-Trinité (Lage)      | PM14000336    | Classé       | 1908                                                   |      |
| Zwei Gemälde: Matthias und ein Evangelist                                                               | Die Gemälde (18. Jahrhundert) sind mit Öl auf Eichenbrettern aufgetragen. | Place Guillaume le Conquerant, Kirche Saint-Trinité (Lage)      | PM14004104    | Inscrit      | 2008                                                   |      |